# 세종특별자치시 소방본부
세종특별자치시 소방본부(世宗特別自治市 消防本部, Sejong Fire Department)는 세종특별자치시를 관할하는 세종특별자치시청 산하의 소방본부이다.
세종특별자치시 한누리대로 2130에 위치하고 있으며, 소방준감을 본부장으로 보한다.

## 연혁
- 2012년 7월 1일: 세종특별자치시 소방본부 설치

### 역대 본부장
| 대수 | 이름   | 계급         | 임기                             | 비고 |
| ---- | ------ | ------------ | -------------------------------- | ---- |
| 초대 | 이창섭 | 지방소방준감 | 2012년 7월 1일 ~ 2015년 7월 14일 |      |
| 2대  | 권대윤 | 지방소방준감 | 2015년 7월 15일 ~ 2016년 7월 4일 |      |
| 3대  | 채수종 | 지방소방준감 | 2016년 7월 5일 ~ 2019년 1월 31일 |      |
| 4대  | 배덕곤 | 지방소방준감 | 2019년 2월 1일 ~ 2020년 2월 6일  |      |
| 5대  | 강대훈 | 지방소방준감 | 2020년 2월 7일 ~ 2021년 7월      |      |
| 6대  | 최용철 | 지방소방준감 | 2021년 7월 ~ 2023년 3월 10일     |      |
| 7대  | 장거래 | 지방소방준감 | 2023년 3월 10일 ~                |      |

## 조직
| - 소방행정과 - 소방행정담당 - 소방기획담당 - 예산장비담당 | - 대응예방과 - 대응계획담당 - 예방홍보담당 - 구조구급담당 - 119종합상황실 |

## 산하기관
- 세종북부소방서
- 세종남부소방서

## 같이 보기
- 대한민국 소방청
- 대한민국의 소방
- 대한민국 소방공무원